# This Is Love (chanson de will.i.am)
Pour les articles homonymes, voir This Is Love.
Singles de will.i.am
T.H.E. (The Hardest Ever)
(2011) Hall of Fame
(2012)
Singles par Eva Simons
I Don't Like You
(2012) Renegade
(2012)
This Is Love est une chanson du rappeur américain will.i.am en collaboration avec la chanteuse hollandaise Eva Simons sortie le 14 mai 2012. Single extrait du 4e album studio willpower (2012), la chanson a été écrite par William Adams, Kenneth Oliver, Dallas Austin. This Is Love a été produite par William Adams et le DJ suédois membre de la Swedish House Mafia Steve Angello.

## Liste des pistes
| 1. | This Is Love (feat. Eva Simons) | 4:42 |

| 1. | This Is Love (Radio Edit)         | 4:07 |
| 2. | This Is Love                      | 4:42 |
| 3. | This Is Love (Radio Instrumental) | 4:07 |

## Classement par pays
| Classement (2012)                           | Meilleure position |
| ------------------------------------------- | ------------------ |
| Australie (ARIA)                            | 7                  |
| Belgique (Flandre Ultratop 50 Singles)      | 1                  |
| Belgique (Wallonie Ultratop 50 Singles)     | 2                  |
| Canada (Canadian Hot 100)                   | 14                 |
| Danemark (Tracklisten)                      | 23                 |
| Europe (Euro Digital Songs)                 | 5                  |
| Finlande (Finnish Download Chart)           | 1                  |
| France (SNEP)                               | 2                  |
| France (Club 40)                            | 6                  |
| France (Airplay)                            | 1                  |
| Hongrie (Dance Top 40)                      | 4                  |
| Hongrie (Rádiós Top 40)                     | 1                  |
| Allemagne (Media Control AG)                | 54                 |
| Hongrie (Rádiós Top 40)                     | 5                  |
| Irlande (IRMA)                              | 1                  |
| Italie (FIMI)                               | 23                 |
| Pays-Bas (Single Top 100)                   | 2                  |
| Nouvelle-Zélande (RMNZ)                     | 5                  |
| Slovaquie (IFPI)                            | 1                  |
| Écosse (OCC)                                | 1                  |
| Suède (Sverigetopplistan)                   | 10                 |
| Suisse (Schweizer Hitparade)                | 8                  |
| Royaume-Uni (UK Singles Chart)              | 1                  |
| États-Unis Hot Dance Club Songs (Billboard) | 4                  |

### Certifications
| Pays                     | Certification | Ventes  |
| ------------------------ | ------------- | ------- |
| Australie (ARIA)         | 2 × Platine   | 140 000 |
| Belgique (BEA)           | Or            | 15 000  |
| Danemark (IFPI)          | Platine       | 30 000  |
| Italie (FIMI)            | Or            | 15 000  |
| Nouvelle-Zélande (RIANZ) | Platine       | 15 000  |
| Suisse (IFPI)            | Or            | 15 000  |

|}

## Historique de sortie
| Pays        | Date           | Format                 | Ref.   |
| ----------- | -------------- | ---------------------- | ------ |
| Royaume-Uni | 14 mai 2012    | Radio (premiere)       | [ 33 ] |
| Australie   | 1er juin 2012  | Téléchargement digital | [ 1 ]  |
| États-Unis  | 3 juillet 2012 | Téléchargement digital |        |
| Royaume-Uni | 24 juin 2012   | Téléchargement digital | [ 2 ]  |